# Bal Kishan
Bal Kishan (* 9. November 1998) ist ein indischer Leichtathlet, der sich auf den Hindernislauf spezialisiert hat.

## Sportliche Laufbahn
Erste internationale Erfahrungen sammelte Bal Kishan im Jahr 2023, als er bei den Asienmeisterschaften in Bangkok in 8:46,98 min den vierten Platz über 3000 m Hindernis belegte.
In den Jahren 2022 und 2023 wurde Bal Kishan indischer Meister im 3000-Meter-Hindernislauf. 

## Persönliche Bestleistungen
- 3000 m Hindernis: 8:38,32 min, 4. April 2022 in Thenhipalam